# Вишневський Іван Сергійович
Іван Сергійович Вишневський (рос. Иван Сергеевич Вишневский; 18 лютого 1988, м. Барнаул, СРСР) — російський хокеїст, захисник.
Вихованець хокейної школи «Мотор» (Барнаул). Виступав за «Лада-2» (Тольятті), «Руен-Норанда Хаскіс» (QMJHL), «Пеорія Рівермен» (АХЛ), «Даллас Старс», «Техас Старс» (АХЛ), «Чикаго Вулвз» (АХЛ), «Рокфорд АйсГогс» (АХЛ), Атлант Митищі, Салават Юлаєв, Торпедо (Нижній Новгород), Трактор, Автомобіліст, Спартак (Москва) та Попрад.
В чемпіонатах НХЛ — 5 матчів (0+2).
У складі національної збірної Росії учасник EHT 2012.